# Celal Atik
Celal Atik, původním jménem Celal Doğan (asi 1920 Gürdan – 27. dubna 1979 Ankara) byl turecký zápasník, který patřil do světové špičky v zápase řecko-římském i ve volném stylu. Soutěžil v lehké a velterové váze. První titul mistra Turecka vybojoval v roce 1938. Získal titul mistra Evropy ve volném stylu v letech 1946 a 1949, stal se olympijským vítězem v roce 1948 a mistrem světa v roce 1951, v řecko-římském zápase získal stříbrnou medaili na MS 1950 a bronz na ME 1947. V letech 1955 až 1979 byl trenérem turecké zápasnické reprezentace, působil také jako expert Mezinárodní zápasnické federace. Je nositelem Řádu čestné legie. Je po něm pojmenována sportovní hala v Izmiru.